# Стойко Якимов
Стойко (Стоян) Якимов (на сръбски: Стојан Јаћимовић или Stojan Jaćimović, Стоян Ячимович) е македонски сърбоманин, учител, един от първите дейци на сръбската пропаганда в Скопие и Тетово.

## Биография
Роден е в скопското село Пакошево. Завършва начално училище в Белград. След 1850 година е учител в Скопие. Спомоществовател е на „Житие св. Григория Омиритскаго“, преведено от Аверкий Попстоянов в 1852 година. В 1864 година става учител в Тетово. Първоначално става механджия. След две-три години се жени за тетовчанка и за да се издържа, започва да преподава на хора в махалата си. В 1872 година, когато християнската община се разделя на патриаршистка и екзархистка, Стойко става редовен учител на гъркоманската община. Скоро обаче получава апоплектичен удар.
Умира в 1894 година.